# 奧克里奇 (北卡羅萊納州)
奧克里奇（英語：Oak Ridge）是一個位於美國北卡羅萊納州吉爾福德縣的城鎮。

## 人口
根據2020年美國人口普查的數據，奧克里奇的面積為42.95平方千米，當中陸地面積為42.58平方千米，而水域面積為0.37平方千米。當地共有人口6185人，而人口密度為每平方千米144人。